# Gheorghianina
Gheorghianina es un género de foraminífero bentónico de la subfamilia Nodophthalmidiinae, de la familia Nubeculariidae, de la superfamilia Cornuspiroidea, del suborden Miliolina y del orden Miliolida. Su especie tipo es Nodophthalmidium anae. Su rango cronoestratigráfico abarca desde el Anisiense (Triásico medio) hasta el Carniense (Triásico superior).

## Discusión
Clasificaciones más recientes incluyen Gheorghianina en la superfamilia Nubecularioidea.

## Clasificación
Gheorghianina incluye a la siguiente especie:
- Gheorghianina anae †